# Martín Tonso
Martín Tonso (19 de octubre de 1989; Gödeken, Santa Fe) es un futbolista argentino que juega como delantero en el Atlético Club San Martin de Mendoza del Federal A.

## Trayectoria

### Newell's Old Boys (2011-2015)
Martín Tonso inició su carrera en el Club Atlético Newells Old Boys. Entre 2011 y 2015 jugó 130 partidos, anotó 9 goles y ganó un título, el Torneo Final 2013.

### Colo Colo (2016)
En enero de 2016 Martín jugó en el primer club extranjero de su carrera el Colo-Colo de Chile.
El ex de Newell's Old Boys debutó el 7 de febrero de 2016 ante Deportes Iquique ingresando al 59' por Javier Reina en el empate 0-0 de la fecha 4 del Clausura 2016. El 18 de febrero los albos debutaban en la Copa Libertadores 2016 enfrentando a Independiente del Valle en Sangolqui, empataron 0-0 y Tonso jugó de titular, siendo cambiado en el entretiempo por Reina.
El 24 de febrero de 2016 Tonso anotó su primer gol con la camiseta alba en el triunfo por 1-0 sobre Unión La Calera. El 27 de febrero el jugador de 26 años volvió a anotar en el triunfo por 2-0 sobre San Luis; anotó el 1-0 tras pase de Juan Delgado y este le devolvió la asistencia, asistiendo a Delgado para el 2-0.
El 6 de marzo Tonso tuvo su mejor partido por Colo Colo al marcar el primer gol de la goleada por 3-0 de Colo-Colo sobre la Universidad Católica, tras desborde de su socio Delgado demostrando que cuando se juntan los 2 son una dupla explosiva para el rival. Salió bajo la ovación del Estadio Monumental saliendo del campo en el 69' por el colombiano Reina.
El 20 de marzo se jugaba el clásico del fútbol chileno donde los albos empataron 0-0 con la Universidad de Chile saliendo en el minuto 77 por Delgado.
El 2 de abril Tonso fue expulsado tras un codazo sobre Valber Huerta en el empate 1-1 ante Huachipato.
El 14 de abril los albos quedaron eliminados de la Copa Libertadores 2016 tras empatar 0-0 ante Independiente del Valle de local. Tonso salió al 68'. El 30 de abril, en la última fecha del Clausura 2016, los albos enfrentaban a Santiago Wanderers de local, Tonso marcó el primer gol tras gran jugada individual anotando con un zurdazo y venciendo la resistencia del arquero Gabriel Castellón. Finalmente los albos ganaron por 2-1 y quedaron segundos en el campeonato.
En el campeonato Tonso jugó 11 partidos y anotó 4 goles, mientras que en la Libertadores jugó todos los partidos.

### Primera experiencia en Europa (2016-)
Tras su paso por Colo Colo, a mediados de 2016 fichó por el Atromitos FC de la Superliga de Grecia, y en 2017 por el Asteras Tripolis. En enero de 2019 se marchó al Aris Salónica, siendo su tercer club en el país heleno.

## Clubes
| Club                  | País      | Año           |
| --------------------- | --------- | ------------- |
| Newell's Old Boys     | Argentina | 2011-2015     |
| Colo-Colo             | Chile     | 2016          |
| Atromitos FC          | Grecia    | 2016-2017     |
| Asteras Tripolis      | Grecia    | 2017-2018     |
| Aris Salónica         | Grecia    | 2019-2020     |
| Deportes La Serena    | Chile     | 2020-2021     |
| Vis Pesaro 1898       | Italia    | 2021-2022     |
| San martin de mendoza | Argentina | 2023-presente |

## Estadísticas
- Actualizado hasta el 30 de abril de 2016.

| Club | Div.          | Temporada     | Liga  | Liga  | Liga   | Copa Nacional(1) | Copa Nacional(1) | Copa Nacional(1) | Torneo Internacional(2) | Torneo Internacional(2) | Torneo Internacional(2) | Total | Total | Total  |
| Club | Div.          | Temporada     | Part. | Goles | Asist. | Part.            | Goles            | Asist.           | Part.                   | Goles                   | Asist.                  | Part. | Goles | Asist. |
| --- | ------------- | ------------- | ----- | ----- | ------ | ---------------- | ---------------- | ---------------- | ----------------------- | ----------------------- | ----------------------- | ----- | ----- | ------ |
| Newell's Old Boys Argentina | 1.ª           | 2010/11       | 12    | 0     | 0      | -                | -                | -                | -                       | -                       | -                       | 12    | 0     | 0      |
| Newell's Old Boys Argentina | 1.ª           | 2011/12       | 23    | 3     | 0      | -                | -                | -                | -                       | -                       | -                       | 23    | 3     | 0      |
| Newell's Old Boys Argentina | 1.ª           | 2012/13       | 33    | 3     | 1      | 1                | 0                | 0                | 10                      | 1                       | 1                       | 44    | 4     | 2      |
| Newell's Old Boys Argentina | 1.ª           | 2013/14       | 23    | 0     | 1      | -                | -                | -                | 1                       | 0                       | 0                       | 24    | 0     | 1      |
| Newell's Old Boys Argentina | 1.ª           | 2014          | 7     | 0     | 0      | 1                | 1                | -                | -                       | -                       | -                       | 8     | 1     | 0      |
| Newell's Old Boys Argentina | 1.ª           | 2015          | 19    | 1     | 1      | -                | -                | -                | -                       | -                       | -                       | 19    | 1     | 1      |
| Newell's Old Boys Argentina | Total club    | Total club    | 117   | 7     | 3      | 2                | 1                | 0                | 11                      | 1                       | 1                       | 130   | 9     | 4      |
| Colo-Colo · Chile | 1.ª           | 2016          | 11    | 4     | 1      | -                | -                | -                | 6                       | 0                       | 0                       | 17    | 4     | 1      |
| Colo-Colo · Chile | Total club    | Total club    | 11    | 4     | 1      | 0                | 0                | 0                | 6                       | 0                       | 0                       | 17    | 4     | 1      |
| Total carrera | Total carrera | Total carrera | 128   | 11    | 4      | 2                | 1                | 0                | 17                      | 1                       | 1                       | 147   | 13    | 5      |
| (1) Las copas nacionales se refiere a la Copa Argentina. (2) Las copas internacionales se refiere a la Copa Sudamericana y Copa Libertadores. |               |               |       |       |        |                  |                  |                  |                         |                         |                         |       |       |        |

## Palmarés
| Título           | Club              | País      | Año    |
| ---------------- | ----------------- | --------- | ------ |
| Primera División | Newell's Old Boys | Argentina | F-2013 |